# Raorchestes longchuanensis
Raorchestes longchuanensis là một loài ếch trong họ Rhacophoridae. Chúng được tìm thấy ở Trung Quốc, có thể cả Lào, có thể cả Myanmar, và có thể cả Việt Nam.
Môi trường sống tự nhiên của chúng là vùng đất ẩm có cây bụi nhiệt đới hoặc cận nhiệt đới. Loài này đang bị đe dọa do mất môi trường sống.